# Henriette Kjær
Henriette Kjær (* 3. Mai 1966 in Elsted bei Aarhus) ist eine ehemalige dänische Politikerin der Konservativen Volkspartei.

## Leben
Henriette Kjær ist die Tochter des Journalisten Flemming Anton Kjær und der Hausfrau Karen Nielsen. Sie besuchte bis zur 9. Klasse (1982) die Brobjergskolen in Aarhus und beendete 1985 ihre Schulzeit in Viby (bei Aarhus) am Gymnasium. 1993 schloss sie ihr Studium an der „Biblioteksskolen“ in Aalborg zur Bibliothekarin ab. Seit 1988 arbeitete sie zudem bei der Zeitung Jyllands-Posten.

## Politik
Henriette Kjær war Vorsitzende der Konservativen Jugend in ihrer Heimatstadt Aarhus.
Vom 21. September 1994 bis zum 15. September 2011 war sie Mitglied des Folketing.
Als Sozialministerin und Ministerin für Gleichstellung von 2001 bis 2004 berief sie eine interministerielle Steuerungsgruppe, die eine neue Gleichstellungsstrategie entwickeln sollte. Jedes Ministerium hatte die Aufgabe, für den Zeitraum bis 2006 eigene Gleichstellungsziele zu benennen. 2004 wurde das Ministeramt von Eva Kjer Hansen übernommen.
Vom 2. August 2004 bis 16. Februar 2005 war sie Ministerin für Familien- und Verbraucherschutz im Kabinett von Anders Fogh Rasmussen. Sie musste 2005 zurücktreten, nachdem private finanzielle Unregelmäßigkeiten des Ehepaares Kjær bekannt geworden waren.
Von 2005 bis 2008 war Kjær politische Sprecherin, verkehrs- und wirtschaftspolitische Sprecherin und schließlich zwischen 2008 und 2011 Vorsitzende der Parlamentsfraktion der Konservativen. Am 25. Januar 2011 gab sie alle politischen Ämter auf und kündigte an, zum Ende der Legislaturperiode die dänische Politik zu verlassen. Zuvor hatte ein Gericht Henriette Kjær und ihren Ehemann rechtskräftig wegen privater Kreditschulden verurteilt.